# Худас Михайло Миколайович
Михайло Миколайович Худас (19 листопада 1919, Новояковлівка — 1990) — український радянський скульптор; член Спілки радянських художників України з 1949 року.

## Біографія
Народився 19 листопада 1919 року в селі Новояковлівці (нині Запорізький район Запорізької області, Україна). Протягом 1933—1934 років навчався на Запорізькому художньому рабфаці; у 1934—1938 роках — у Дніпропетровському художньому училищі, де був учнем Олексія Жирадкова, Миколи Погрібняка.
У 1940—1952 роках працював формлювачем і художником-декоратором Запорізького музично-драматичного театру імені Миколи Щорса. З 1947 року працював як скульптор. Мешкав у Запоріжжі в будинку на вулиці Дзержинського, № 67, кварти ра № 18. Помер у 1990 році.

## Творчість
Працював у галузях театрально-декораційного мистецтва, станкової та монументальної скульптури. На сцені Запорізького музично-драматичного театру імені Миколи Щорса за його ескізами поставлено низку вистав, зокрема «Персональна справа» Олександра Штейна, «Лимерівна» Панаса Мирного, «Без вини винні» Олександра Островського.
станкова скульптура
- «На полях України» (1960);
- «Запорізька сталь» (1963);
- «Бесіда про майбутнє» (1969);
- «Пісня про запорожців»[1];
- «Портрет художника Станіслава Шинкаренка»[1];
- «Тарас Шевченко»[1].

монументальні роботи
- пам'ятник «Героям Сиваша» в Херсонській області (1963);
- композиція «Клянемося тобі, Батьківщино» в Оріхівському районі Запорізької області (1965);
- Пам'ятник Богданові Хмельницькому у Запоріжжі (1965, разом Федором Зайцевим)[2];
- пам'ятник «Переправа» на місці форсування Дніпра радянськими військами у Запоріжжі (1968—1971, у співаторстві);
- скульптури на фронтоні Запорізького музично-драматичного театру імені Володимира Магара «Слава радянському мистецтву»[1];
- скульптури на фронтоні Чернігівського драматичного театру імені Тараса Шевченка «Великий Кобзар»[1];
- скульптурна композиція на приміщенні залізничного вокалу Запоріжжя I «Металургія і сільське господарство»[1];
- фонтан «Дружба юності» в парку піонерів у Запоріжжі[1].

Брав участь у республіканських виставках з 1960 року.